# Haïti op de Olympische Zomerspelen 1976
Haïti nam deel aan de Olympische Zomerspelen 1976 in Montréal, Canada. Er werden geen medailles gewonnen.

## Deelnemers en resultaten

### Atletiek
| Olympiër               | Discipline   | Resultaat | Prestatie                 |
| ---------------------- | ------------ | --------- | ------------------------- |
| Philippe Etienne       | 100m (m)     | 54e       | serie 7: 7de in 11,05     |
| Philippe Etienne       | 200m (m)     | 40e       | serie 6: 5de in 22,57     |
| Wilfrid Cyriaque       | 400m (m)     | 44e       | serie 1: 8ste in 51,49    |
| Wilnor Joseph          | 800m (m)     | 41e       | serie 2: 7de in 2.15,26   |
| Emmanuel Saint-Hilaire | 1500m (m)    | 42e       | serie 4: 8ste in 4.23,41  |
| Dieudonné LaMothe      | 5000m (m)    | 35e       | serie 1: 13de in 18.50,07 |
| Olmeus Charles         | 10000m (m)   | 39e       | serie 1: 13de in 42.00,11 |
| Thancule Dezart        | marathon (m) | DNF       | niet gefinisht            |
|                        |              |           |                           |
| Antoinette Gauthier    | 100m (v)     | 30e       | serie 6: 7de in 13,11     |
| Marie-Louise Pierre    | 200m (v)     | 28e       | serie 4: 8ste in 28,19    |
| Rose-Marie Gauthier    | 400m (v)     | 40e       | serie 6: 7de in 1.13,27   |

### Boksen
| Olympiër      | Discipline  | Resultaat | Prestatie |
| ------------- | ----------- | --------- | --- |
| Yves Jeudy    | -60kg (m)   | 5e        | 1ste ronde: vrij 2de ronde: W van CMR Oleme: walk-over 3de ronde: vrij kwartfinale: V van YUG Rusevski: scheidsrechterlijke beslissing |
| Siergot Sully | -63,5kg (m) | 25e       | 1ste ronde: V van PUR Martinez: 0-5 |
| Wesly Felix   | -67kg (m)   | 9e        | 1ste ronde: vrij 2de ronde: W van BUR Dabire: walk-over 3de ronde: V van USA Jackson: knock-out                                        |

Amerikaanse Maagdeneilanden · Andorra · Antigua en Barbuda · Argentinië · Australië · Bahama's · Barbados · België · Belize · Bermuda · Bolivia · Bondsrepubliek Duitsland · Brazilië · Bulgarije · Canada · Chili · Colombia · Costa Rica · Cuba · Denemarken · Dominicaanse Republiek · Duitse Democratische Republiek · Ecuador · Egypte · Fiji · Filipijnen · Finland · Frankrijk · Griekenland · Groot-Brittannië · Guatemala · Haïti · Honduras · Hongarije · Hongkong · Ierland · IJsland · India · Indonesië · Iran · Israël · Italië · Ivoorkust · Jamaica · Japan · Joegoslavië · Kaaimaneilanden · Kameroen · Koeweit · Libanon · Liechtenstein · Luxemburg · Maleisië · Marokko · Mexico · Monaco · Mongolië · Nederland · Nederlandse Antillen · Nepal · Nicaragua · Nieuw-Zeeland · Noord-Korea · Noorwegen · Oostenrijk · Pakistan · Panama · Papoea-Nieuw-Guinea · Paraguay · Peru · Polen · Portugal · Puerto Rico · Roemenië · San Marino · Saoedi-Arabië · Senegal · Singapore · Sovjet-Unie · Spanje · Suriname · Thailand · Trinidad en Tobago · Tsjecho-Slowakije · Tunesië · Turkije · Uruguay · Venezuela · Verenigde Staten · Zuid-Korea · Zweden · Zwitserland